# Concili de Beziers (356)
El concili de Beziers fou una reunió de bisbes celebrada a Beziers a Occitània el 356, dirigida pel bisbe Saturní d'Arle i que va donar una empenta a l'arrianisme que havia estat condemnat al Concili de Nicea de 325, però que des del 353 tenia el suport de fet de l'emperador Constanci II. El concili de Beziers va tenir presència de bisbes de les províncies, Vienesa, Narbones, Sequània i dels Alps. Al concili d'Arle d'aquell any (les actes del qual s'han perdut) fou condemnat Sant Atanasi d'Alexandria, principal opositar de l'arrianisme i va destacar com a fidel al punt de vista de l'emperador el bisbe Saturní d'Arle. Només el bisbe Paulí de Treveris s'hi va oposar obertament. Després del 353, el conflicte es va reprendre amb el bisbe de Poitiers, Hilari, que va excomunicar a Saturní i altres; aquests van respondre amb el concili de Beziers que es va celebrar el 356. Amb el suport de Constanci, Saturni, arquebisbe d'Arle i primat de les Gàl·lies, va fer exiliar a Hilari a Frígia; aquest només va tenir el suport obert de Rodani de Tolosa (que el va haver d'acompanyar en l'exili a Frígia, i hi va morir). En endavant Saturní va dirigir les esglésies de la Vienesa i la Narbonesa i va introduir l'arrianisme. El 359 Saturní va imposar el seu punt de vista al concili de Rimini que va definir un dogma diferent del que havia establert el concili de Nicea.